# Zweisprachige Alba von Fleury-sur-Loire
Die zweisprachige Alba von Fleury-sur-Loire ist ein dreistrophiges lateinisches Morgenlied, das um das Jahr 1000 auf eine halb freigebliebene Seite eines Kodexes der französischen Benediktinerabtei Fleury-sur-Loire niedergeschrieben wurde. Neumen, eine mittelalterliche Notenschrift, geben die zum Gedicht gehörige Melodie wieder. Die Besonderheit dieser Alba liegt in ihrer Zweisprachigkeit, im Code-Switching. Die drei lateinischen Strophen enden mit einem jeweils gleichlautenden zweiversigen Refrain in einer frühromanischen Sprache.
Dieser rätselhafte volkssprachige Refraintext stellt eines der ältesten lyrischen Zeugnisse der Romania dar. Nach Meinung des Schweizer Romanisten Gerold Hilty handelt es sich um das älteste romanische Liebesgedicht, verfasst in einem altokzitanischen (altprovenzalischen) Dialekt.

## Das Gedicht im Wortlaut
Die Wiedergabe des Gedichts folgt der Transkription und Interpretation Gerold Hiltys.
Phebi claro nondum orto iubare,

fert aurora lumen terris tenue.

Spiculator pigris clamat: surgite!

L’alba par, ume mar, atra sol.

Poy pas, a bigil, mira clar tenebras.

En incautos ostium insidie

torpentesque gliscunt intercipere,

quos suadet preco clamat surgere.

L’alba part, ume mar, atra sol.

Poy pas, a bigil, mira clar tenebras.

Ab arcturo disgregatur aquilo

poli suos condunt astra radios,

orienti tenditur septemtrio.

L’alba part, ume mar, atra sol.

Poy pas, a bigil.
Vor dem Aufgang des hellen Gestirns des Phoebus

strömt die Morgenröte ein schwaches Licht auf die Erde.

Der Wächter ruft den Trägen zu: Stehet auf!

Die Morgenröte erscheint. Oh Mutter! Er nähert sich allein.

Da ich zu ihm hingehe, ach Wächter, betrachte die Helligkeit als Dunkelheit!

Siehe, die Nachstellungen der Feinde brennen darauf,

die Unachtsamen und in Trägheit Erstarrten abzufangen;

sie ermahnt der Warner mit lautem Ruf, aufzustehen.

Die Morgenröte erscheint. Oh Mutter! Er nähert sich allein.

Da ich zu ihm hingehe, ach Wächter, betrachte die Helligkeit als Dunkelheit!

Vom Arcturus trennt sich der Polarstern,

die Sterne am Himmel verbergen ihre Strahlen,

das Siebengestirn strebt dem Osten zu.

Die Morgenröte erscheint. Oh Mutter! Er nähert sich allein.

Da ich zu ihm hingehe, ach Wächter.
Nach der dritten Strophe bricht der Text mitten im Refrain nach dem Wort bigil ab. Vom klassischen Latein weichen folgende Schreibungen ab: Phebi statt klassisch Phoebi (Phoebus, dies meint Apollon als Sonnengott), Spiculator statt Speculator (Wächter) und preco statt klassisch praeco (Ausrufer).
Die Neumen sind im digitalisierten Original-Manuskript Codex Vaticanus Reginensis Latinus 1462, folio 50v, sichtbar.

„Aus den Neumen zu schließen, besteht musikalisch ein scharfer Gegensatz zwischen Gedichtkörper und Refrain. Die langen lateinischen Verse werden alle zur selben Weise gesungen, die so in jeder Strophe dreimal wiederholt wird. Der ganze Refrain hingegen weist eine einzige durchgehende Melodie auf …“

## Die Forscher sind uneins

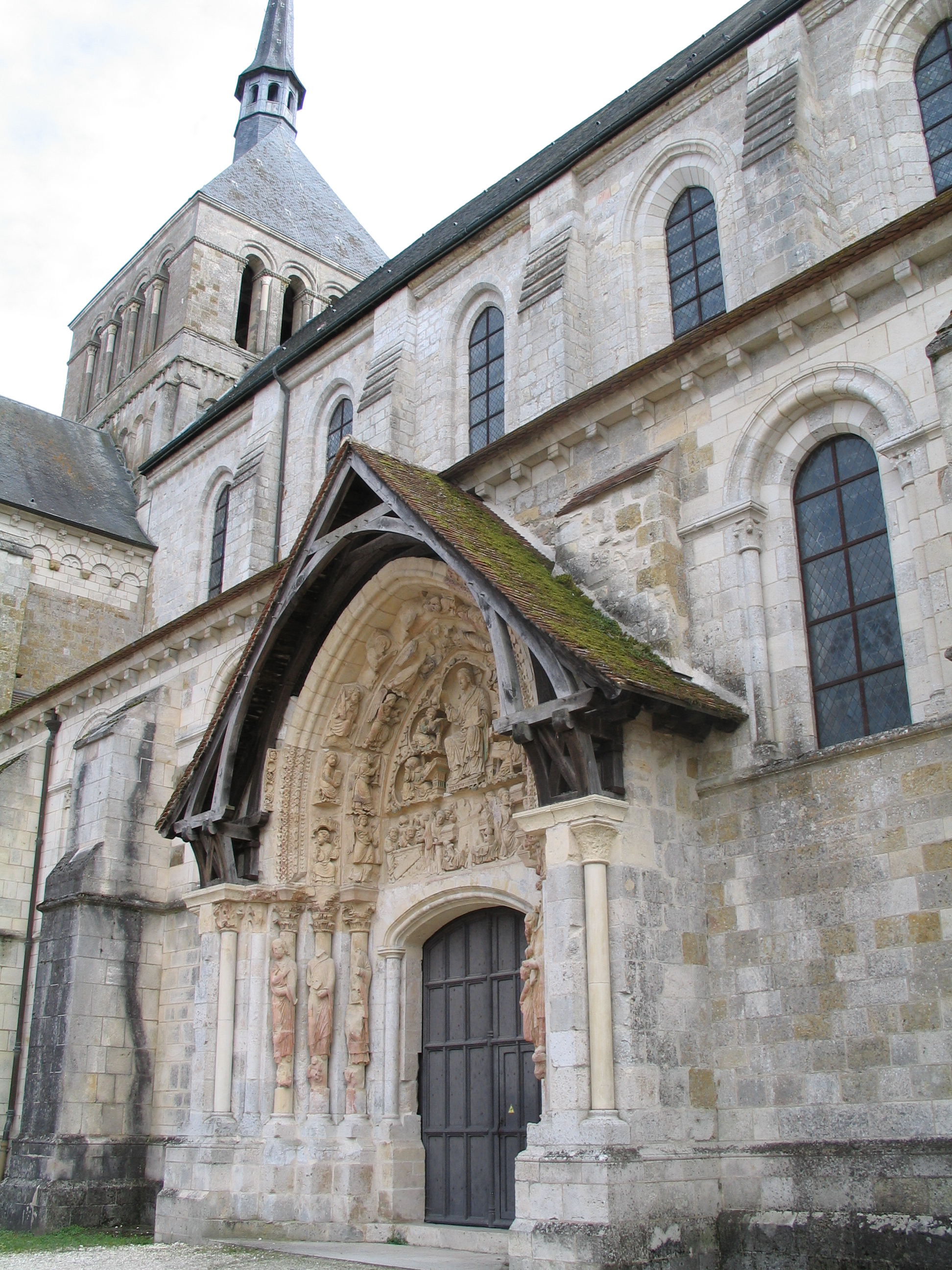
Abtei von Fleury-sur-Loire

Das Poem bewahrt sein Geheimnis. Die Forscher sind uneins, sowohl was das Wesen des gesamten Gedichtes ausmacht, als auch was die Deutung des volkssprachlichen Refraintextes anbelangt. Es besteht auch keine Einigkeit darüber, in welcher frühromanischen Sprache er abgefasst ist.

### Verschiedene Deutungen des gesamten Gedichts
Gerold Hilty erörtert vier von Romanisten vertretene Thesen:

Handelt es sich
1. um eine weltliche Alba, die von heimlich Liebenden handelt, welche sich vor dem Hinterhalt der Feinde hüten sollen und vom Wächter zum Aufstehen ermahnt werden?
2. um den halb ins Lateinische übertragenen provenzalischen Morgenruf eines Wächters ohne Bezug zur Tagesliedsituation?
3. um einen lateinischen geistlichen Morgen-Hymnus mit ursprünglich volkssprachigem Refrain?
4. um ein geistliches Morgenlied, dessen Refrain der verballhornte Rest eines lateinischen Turmwächterlieds ist?

Wie Gerold Hilty in dem zitierten Aufsatz darlegt, handelt es sich seiner Meinung nach (dritte Auffassung) um einen geistlichen Morgenhymnus mit volkstümlichen Refrain, eine These, die bereits Philipp August Becker vertreten hat:

„Es springt in die Augen, dass wir es hier mit einem geistlichen Morgenlied zu tun haben, und zwar mit einem Antelucanus … Die Alba von Fleury-sur-Loire steht an der Grenze, wo der geistliche Morgenhymnus sich von seiner ursprünglichen gottesdienstlichen Aufgabe loslöst, um einem ästhetischen Bedürfnis zu dienen.“

### Verschiedene Deutungen des Refraintextes
Der französische Romanist und Mediävist Philippe Walter berichtet, dass nicht weniger als 17 verschiedene Übersetzungen dieses zweizeiligen Refrains vorgeschlagen worden sind: « On a proposé pas moins de dix-sept traductions différentes de ces deux vers. »
Philippe Walter gibt Paul Zumthors Übersetzung des Refrains wieder:

« L’aube paraît, le soleil frappe la mer humide, puis passe le veilleur, les ténèbres se changent en clarté. »

„Die Morgenröte erscheint, die Sonne strahlt auf das feuchte Meer, dann kommt der Wächter vorbei, die Dunkelheit verwandelt sich in Helligkeit.“

Gerold Hilty glossiert detailliert jedes Wort seiner altprovenzalischen Lesart des Refrainextes in seiner „Geburtstagsgabe“ für den österreichischen Romanisten Mario Wandruszka, dem „Mehrsprachigkeit und Sprachvergleich am Herzen lag“:
L’alba part, ume mar, atra sol.

Poy pas, a bigil, mira clar tenebras.
Die Morgenröte erscheint. Oh Mutter! Er nähert sich allein.

Da ich zu ihm hingehe, ach Wächter, betrachte die Helligkeit als Dunkelheit!
- par(t): in der Handschrift findet sich einmal „par“ und zweimal „part“. „part“ wäre korrekt (von lateinisch partire), hier im Sinne von ‚anbrechen‘ (Das Morgenrot bricht an)
- ume: oy me = Interjektion, (oh)
- mar: Lateinisch matre(m) (Mutter)
- atra: Dritte Person Singular Präsens von Okzitanisch atraire (sich nähern)
- sol: okzitanisch sol (allein)
- po-y: diese Form ist zweisilbig zu lesen po y, „was durch die Neumen zweifelsfrei bewiesen wird“. po Konjunktion (da), vgl. Spanisch pues. i ein Adverb, das sich häufig auf Personen bezieht. (zu ihm)
- pas: Erste Person Singular von Okzitanisch pasar (ich gehe [zu ihm] hin)
- a: altokzitanische Interjektion der Klage (ach)[8]
- bigil: vigil (Wächter). Die Schreibung mit b weist auf die Gascogne hin, wo b und v zusammenfallen.
- mira: Imperativ von mirar wird hier mit doppeltem Akkusativ konstruiert (betrachte als)
- clar: clar, hier substantivisch gebraucht (Helligkeit)
- tenebras: ein im Altokzitanischen verbreiteter Latinismus (Dunkelheit). Das Mädchen möchte erreichen, dass der Wächter nicht sieht, was er im Lichte der Morgenröte sehen könnte: die Begegnung der Liebenden.

Gerold Hiltys Lesart der Alba von Fleury ist nicht unumstritten.

## Die Alba erinnert an Muwaschschahat mit romanischer Chardscha
Die Alba von Fleury erinnert an eine andere Form zweisprachiger Dichtung, an die hispanoarabischen und hispanohebräischen Muwaschschahat mit romanischer Chardscha:

„Ein literatursprachlicher Text – schriftarabisch bzw. hebräisch im einen, lateinisch im anderen Fall – wird gefolgt von einem volkssprachlichen – romanischen – Refrain. Bei den Muwaššaḥas ist dieser Refrain mozarabisch, bei der zweisprachigen Alba altprovenzalisch.“

Die Alba von Fleury ähnelt den zweisprachigen Muwaschschahat auch wegen der Motivgleichheit: Morgenrot (Aurora) und Wächter (Ausrufer). So heißt es in der mozarabischen Chardscha der anonymen Muwaschschaha Nr. IV:
¡Alba de mi fulgor!

¡Alma de mi alegría!

No estando el espía

Esta noche quiero Amor.
Morgenrot meines Glanzes!

Seele meiner Freude!

Der Wächter ist nicht da

Diese Nacht möchte ich Liebe.
Diese strukturelle Verwandtschaft der Alba zu den Muwaschschahat mit romanischer Chardscha stellt dieses Gedicht in die Tradition frühromanischer Frauenlieder, wozu auch die alt-galicisch-portugiesischen Cantigas de amigo und die spanischen villancicos gehören.